# AS Douanes de Lomé
Association Sportive de l’Office Togolaise des Recettes ist ein Fußballverein aus der togoischen Hauptstadt Lomé.

## Geschichte
Der 1961 als Association Sportive des Douanes de Lomé (kurz: AS Douanes) gegründete Verein. Nachdem der Verein 2015 aus der Première Division abgestiegen und dadurch in finanzielle Schieflage geraten war, kaufte am 17. September 2015 die Investment Agentur „Office Togolais des Recettes“ den Verein. Seither spielt der Verein unter dem Namen Association Sportive de l’Office Togolaise des Recettes und schaffte 2015 den Wiederaufstieg.

## Stadion

AS Douanes (Logo bis September 2015)

Seine Heimspiele trug der Verein bis zur Umbenennung im Stade Agoè-Nyivé mit 10.000 Zuschauerplätzen in Lomé aus. Im September 2015 zog der Verein, in das benachbarte Stade Municipal im Stadtteil Kégué von Lomé um.

## Erfolge
AS Douanes konnte in den Jahren 2002 und 2005 die Meisterschaft erringen sowie 2004 den nationalen Pokal Togos.

## Bekannte Spieler
- Daré Nibombé
- Saibou Safiou
- Tadjou Salou

## Statistik in den CAF-Wettbewerben
| Wettbewerb                 | Runde         | Gegner                   | Hinspiel | Rückspiel |  |
| -------------------------- | ------------- | ------------------------ | -------- | --------- |  |
|                            |               |                          |          |           |  |
| CAF Champions League 2003  | Qualifikation | CD Elá Nguema            | 0:0 (A)  | 1:0 (H)   |  |
|                            | 1. Runde      | Hearts of Oak SC         | 0:1 (A)  | 1:3 (H)   |  |
| CAF Champions League 2004  | Qualifikation | AS Dragons FC de l’Ouémé | 1:1 (A)  | 0:0 (H)   |  |
|                            | 1. Runde      | Africa Sports National   | 1:4 (A)  | 0:1 (H)   |  |
| CAF Confederation Cup 2005 | Qualifikation | Mogas 90 FC              | 3:1 (A)  | 0:1 (H)   |  |
|                            | 1. Runde      | Stella Club Adjamé       | 1:0 (H)  | 0:3 (A)   |  |
| CAF Champions League 2006  | Qualifikation | ASC Port Autonome        | 0:0 (H)  | 2:3 (A)   |  |
| CAF Confederation Cup 2013 | Qualifikation | Mogas 90 FC              | n. a.    | n. a.     |  |
|                            | 1. Runde      | WAC Casablanca           | 0:3 (A)  | 1:1 (H)   |  |
| CAF Confederation Cup 2014 | Qualifikation | CI Kamsar                | 2:0 (H)  | 1:1 (A)   |  |
|                            | 1. Runde      | Wadi Degla SC            | 1:1 (H)  | 0:2 (A)   |  |

- 2013: Der Verein Mogas´90 Porto-Novo zog seine Mannschaft nach der Auslosung zurück.